# Eugen Jakobčić
Eugen Jakobčić (Subotica, 23. ožujka 1898. – Subotica, 30. lipnja 1980.) je bio jugoslavenski reprezentativac u mačevanju. Rodom je iz redova bačkih plemenitaških Hrvata, obitelji Jakobčića. Po struci je bio bankarski službenik. Sin je bankara Mirka i Paule r. Stagelschmidt.
Bio je prvak Jugoslavije u floretu 1931. godine. Natjecao se u disciplini sablji na Olimpijskim igrama 1936. godine.
Zajedno s njime su na OI nastupili Eugen Christijan, Eduard Marijon, Pavao Pintarić, Milivoj Radović i Branko Tretinjak. Nakon drugog svjetskog rata obnovio je taj šport u Subotici u dva navrata, prvi put 1945., drugi put 1959., zajedno sa sinom Andrásem.
11. listopada 1972. dobio je pokrajinsku nagradu Jovan Mikić Spartak zajedno sa sugrađankom Terezom Štadler.